# Club de Rugby San Roque
Club de Rugby San Roque – klub rugby założony w 1971 roku w Walencji. Założycielem klubu jest nauczyciel w szkole publicznej okręgu Benicalap (Valencja). Zebrał on grupę uczniów i stworzył szkółkę rugby. W dzisiejszych czasach drużyna gra w drugiej regionalnej lidze Valencian Rugby Board i posiada skład w każdej podległej kategorii.
Największymi osiągnięciami były: promocja do Pierwszej Ligi w 2000 po sezonie zakończonym bez żadnej porażki oraz bohaterski udział w Promotion Championship w sezonie 2004/05.
Od ponad dziesięciu lat klub skupia się na juniorach. Organizacja połączyła się z Santa María School, Valencia, w utrzymała każdy skład od Under 6 do Junior. Na początku każdego roku w miesiącu przed rozpoczęciem szkoły odbywa się nabór nowych zawodników w wielu szkołach miejskich.
Proces szkolenia kończy się w momencie, gdy dzieci dorosną i przenoszą się do kategorii seniorów.
Czas spędzony na trenowaniu młodych zawodników owocuje wieloma powołaniami do niskich kategorii drużyn rugby w Walencji oraz, z pomocą reprezentacji kraju, udziałem w międzynarodowych turniejach.